# Крамаренко Василь Пилипович
Василь Пилипович Крамаренко (10 березня 1916, Бережівка, Ічнянський район, Чернігівська область, УРСР — 27 листопада 1998) — український вчений, що працював в напрямку токсикологічної та аналітичної хімії, а також судової медицини. Автор понад 250 наукових та навчально-методичних праць та низки книг, присвячених застосуванню хімічних, фізичних та фізико-хімічних методів аналізу (фотоколориметрія, спектрофотометрія, хроматографія, гель-хроматографія, газо-рідинна хроматографія тощо) в токсикологічної хімії.
Створив школу хіміків-токсикологів. Напрями наукових досліджень включали вивчення проблем судово-хімічного аналізу, опрацювання методів виділення отруйних речовин з об'єктів біологічного походження, зокрема, алкалоїдів та їх синтетичних замінників, очищення отриманих витяжок від домішок та їх дослідження на виявлення та зміст отрут за допомогою хімічних та фізико-хімічних методів.
З 1948 року завідував кафедрою судової та токсикологічної хімії у Львівському державному медичному інституті, де під його керівництвом було захищено 39 кандидатських і 9 докторських дисертацій з фармацевтики. Робота даної кафедри ЛДМІ внесла великий внесок у розвиток токсикологічної хімії, особливо в аналізі алкалоїдів, їх синтетичних аналогів і барбітуратів.

## Біографія
Навчався в Київському (згодом став Одеським) фармацевтичному інституті, який закінчив у 1939 році.
В 1939—1941, 1943—1945 — мобілізований до лав Червоної Армії, служив начальником аптеки діючої армії. Брав участь у радянсько-фінській війні та радянсько-німецькій війнах, отримав декілька поранень, нагороджений бойовими нагородами, закінчив війну в Празі. В 1941—1943 — учасник підпільного і партизанського руху.

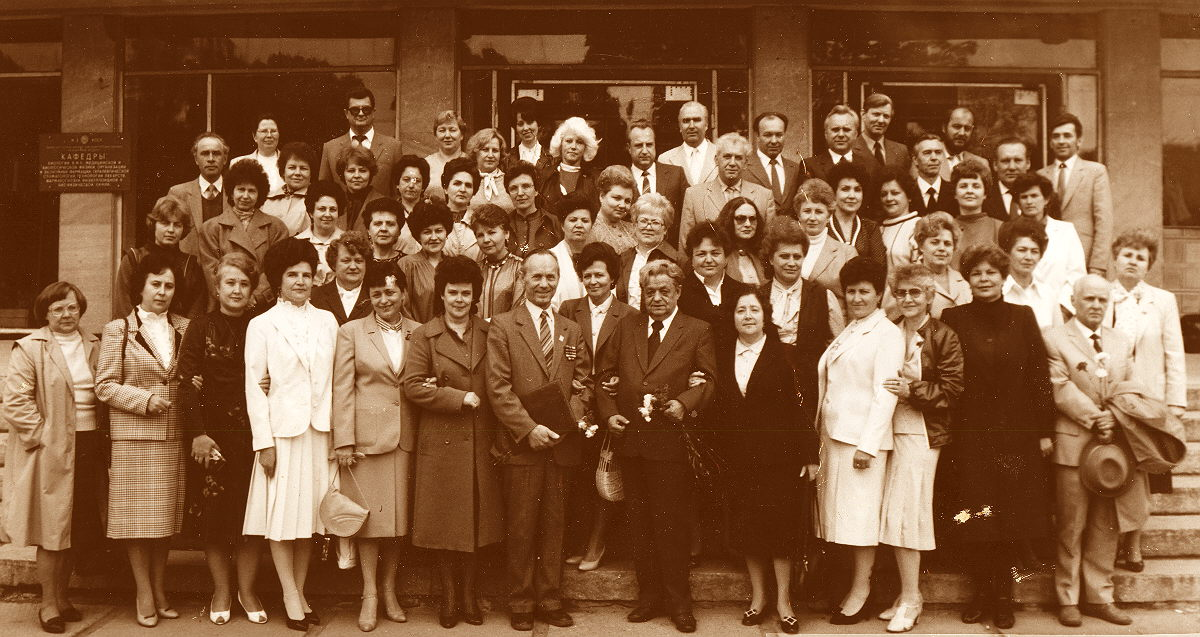
Професор Крамаренко В. Ф. у колі випускників 1962 фармацевтичного факультету Львівського медичного інституту

В 1945—1947 навчався в аспірантурі при кафедрі фармацевтичної хімії Київського інституту удосконалення провізорів у академіка Я. А. Фіалкова. Після закінчення аспірантури розпочав трудову діяльність у Львівському державному медичному інституті, де трудився все своє життя. В 1947—1948 — асистент кафедри судової хімії Львівського державного медичного інституту, в 1948—1987 — завідувач кафедри судової (токсикологічної) та аналітичної хімії. Проводив лабораторні заняття, читав лекції з токсикологічної та аналітичної хімії для студентів II, IV і V курсів фармацевтичного факультету, читав лекції, брав участь в експертизі при проведенні відповідальних, складних і ускладнених токсикологічних досліджень.
Захистив кандидатську дисертацію на тему «Кількісне визначення алкалоїдів по функціональних групах» (1950, Київ), отримав вчений ступінь кандидата фармацевтичних наук. З 1951 — доцент. Захистив докторську дисертацію на тему «Вибір і кількісне визначення алкалоїдів в судово-хімічному аналізі» (1963, Москва), отримав ступінь доктора фармацевтичних наук. З 1963 — професор.
Професор-консультант кафедри судової/токсикологічної та аналітичної хімії (1987—1998), декан фармацевтичного факультету Львівського державного медичного інституту (1951—1965), — проректор з навчальної роботи Львівського державного медичного інституту (1965—1967).